# Сотерија
Сотерија је у грчкој митологији била персонификација безбедности.

## Митологија
Била је дух или демон безбедности, али и ослобођења од зла, као и чувања од њега. Њен мушки парњак је био Сотер, као и бог Дионис чији је то био надимак. Због тога се овај бог сматрао и њеним оцем, али и Зевс, јер је имао исти епитет. Римљани су такође имали ово божанство, али са другачијим именом (лат. Salus).

## Култ
Паусанија је извештавао да је у Егију у Ахаји постојало светилиште посвећено овој богињи. Њену слику су могли да виде само свештеници. Они су узимали колаче из области ове богиње и бацали их у море. Говорили су да их шаљу Аретуси у Сиракузу. Светилиште у Патри је наводно основао Еурипил када се излечио од свог лудила. У њему се налазила и њена статуа.